# Baie des Exploits
La baie des Exploits (en anglais : Bay of Exploits) est une baie naturelle située sur la côte nord de l'île de Terre-Neuve dans la province canadienne de Terre-Neuve-et-Labrador.

## Géographie
La baie des Exploits est située au nord de l'île de Terre-Neuve. Elle s'ouvre sur une vaste baie donnant sur l'océan Atlantique, la baie Notre-Dame dans laquelle s'élèvent de nombreuses îles et îlots dont l'île des Exploits.
La baie des Exploits est l'embouchure de la rivière des Exploits près des villes de Botwood et de Lewisport.

## Histoire
La baie doit son nom aux premières rencontres entre les Amérindiens de la nation Béothuk et les pêcheurs de morues normands, basques et bretons qui naviguaient dans les parages de l'île de Terre-Neuve dès le Moyen Âge.
En 1810-1811, une expédition menée par le navigateur David Buchan a remonté la rivière en raquettes en compagnie d'Amérindiens Béothuk dont leur chef, Nonosbawsut, jusqu'au lac Red Indian.

## Ressources
La baie des Exploits voit chaque année, les saumons de l'Atlantique remonter la rivière aux Exploits, pour atteindre les frayères au moyen d'échelle à poissons.